# رقمة رمادية الأوراق
الرقمة رمادية الأوراق (باللاتينية: Erodium glaucophyllum) نوع نباتي يتبع جنس الرقمة من الفصيلة الغرنوقية.

## الموئل والانتشار
موطنها بلاد الشام ومصر والمغرب العربي وكريت.

## مرادفات للاسم العلمي
- (باللاتينية: Geranium glaucophyllum L)